# Янтарний провулок (Херсон)
Провулок Янтарний (Винний провулок) — провулок, розташований в Дніпровському районі Херсона. Тут під час земляних робіт виявлений бивень мамонта — найдавніша знахідка на території міста.

## Історія
До 1985 р. провулок йменувався Винним (у 1924 р. тут був побудований винзавод). Згодом виробничі потужності підприємства були перенесені на територію Антонівки (завод «Янтарний»).

У 1978 р. недалеко від вул. Перекопської, відгалуженням якої є провулок Янтарний, було зведено будівлю Херсонського навчально-курсового комбінату Міністерства промисловості будівельних матеріалів, де навчалися й підвищували кваліфікацію робочі цієї галузі з Херсонської і Миколаївської областей.
У 1938 р. в Янтарному провулку був заснований склотарний завод (буд. № 2). У 1976 р. це було підприємство перетворене в завод скловиробів. Окрім склотари, завод виготовляв облицювальну плитку, декоративний марблит, художні вази, цукерниці, глечики та інші вироби. Продукція заводу, окрім України, надходила до Азербайджану, Вірменії, Білорусі, Грузії, Молдови.